# Divlje jagode (1957.)
Divlje jagode (šve. Smultronstället; eng. Wild Strawberries) je film Ingmara Bergmana iz 1957. Govori o ostarjelom profesoru koji, putujući na dodjelu počasne doktorske titule, ponovno proživljava prošle događaje i preispituje vlastite životne odluke.  

## Radnja
Isak Borg je liječnik i profesor koji u svojoj 78. godini putuje na svečanost gdje će dobiti naslov počasnog doktorska. Na putu ga prati snaha, a upoznaje i mnoge druge ljude i njihove životne probleme. Cijelo vrijeme progone ga vizije o vlastitoj smrti i prošlim događajima iz života. Sjeća se svih propuštenih prilika, razočarenja i loših odluka koje su ga dovele do osamljenosti i nezadovoljstva. Putem uviđa svoje pogreške i nastoji popraviti odnose s bližnjima.

## Zanimljivosti
- Bergman je napisao scenarij za Divlje jagode za vrijeme boravka u bolnici.
- Film je snimljen iste godine kada i Sedmi pečat.  U početnoj sceni Isak na trenutak zastane promatrajući šahovsku ploču u svojoj radnoj sobi.

## Nagrade
- Nominacija za Oscara (najbolji strani film)
- 2 nominacije za BAFTA-u (najbolji strani film, glavni glumac Victor Sjöström)
- Osvojen Zlatni globus (najbolji strani film)

## Vanjske poveznice
- Smultronstället u internetskoj bazi filmova IMDb-a
- Criterion Collection essay by Peter Cowie
- In depth review of film  Arhivirana inačica izvorne stranice od 20. studenoga 2006. (Wayback Machine)